# エトメタゼン
エトメタゼン（英：Etomethazene、5-methyldesnitroetonitazene、5-methyl etodesnitazene、Eto）はオピオイド作用を持つベンゾイミダゾール誘導体であり、2022年からインターネット上でデザイナードラッグとして販売されており、2023年1月にスウェーデンで初めて明確に確認された。エトニタゼンのニトロ（NO2）基がメチル（CH3）基に置換された類似体である。薬理学についての公式な研究はまだ行われていないが、エトニタゼンそのものよりもはるかに低い効果を示す。
エトメタゼンの鎮痛作用はモルヒネの約20倍で、持続時間は約120分と比較的短い。